# Seznam vítězů srbské fotbalové ligy
Seznam vítězů srbské fotbalové ligy uvádí přehled mužstev, která zvítězila v Srbské SuperLize, nejvyšší srbské fotbalové ligové soutěži pořádané od roku 2006. Dále uvádí i mužstva, která se umístila na druhém a třetím místě, a nejlepší střelce ligové sezóny.

## Přehled vítězů
| Sezóna    | Mistr            | 2. místo              | 3. místo              | Nejlepší střelec                                                 | Počet golů |
| --------- | ---------------- | --------------------- | --------------------- | ---------------------------------------------------------------- | ---------- |
| 2006–2007 | FK Crvena zvezda | FK Partizan           | FK Vojvodina Novi Sad | Srđan Baljak (Banat)                                             | 18         |
| 2007–2008 | FK Partizan      | FK Crvena zvezda      | FK Vojvodina Novi Sad | Nenad Jestrović (FK Crvena zvezda)                               | 13         |
| 2008–2009 | FK Partizan      | FK Vojvodina Novi Sad | FK Crvena zvezda      | Lamine Diarra (FK Partizan)                                      | 19         |
| 2009–2010 | FK Partizan      | FK Crvena zvezda      | OFK Bělehrad          | Dragan Mrđa (FK Vojvodina Novi Sad)                              | 22         |
| 2010–2011 | FK Partizan      | FK Crvena zvezda      | FK Vojvodina Novi Sad | Ivica Iliev (FK Partizan) Andrija Kaluđerović (FK Crvena zvezda) | 13         |
| 2011–2012 | FK Partizan      | FK Crvena zvezda      | FK Vojvodina Novi Sad | Darko Spalević (Radnički Kragujevac)                             | 19         |
| 2012–2013 | FK Partizan      | FK Crvena zvezda      | FK Vojvodina Novi Sad | Miloš Stojanović (Jagodina)                                      | 19         |
| 2013–2014 | FK Crvena zvezda | FK Partizan           | FK Jagodina           | Dragan Mrđa (2) (FK Crvena zvezda)                               | 19         |
| 2014–2015 | FK Partizan      | FK Crvena zvezda      | FK Čukarički          | Patrick Friday Eze (Mladost Lučani)                              | 15         |
| 2015–2016 | FK Crvena zvezda | FK Partizan           | FK Čukarički          | Aleksandar Katai (FK Crvena zvezda)                              | 21         |
| 2016–2017 | FK Partizan      | FK Crvena zvezda      | FK Vojvodina Novi Sad | Uroš Đurđević (FK Partizan) Leonardo (FK Partizan)               | 24         |
| 2017–2018 | FK Crvena zvezda | FK Partizan           | Radnički Niš          | Aleksandar Pešić (FK Crvena zvezda)                              | 25         |
| 2018–2019 | FK Crvena zvezda | Radnički Niš          | FK Partizan           | Nermin Haskić (Radnički Niš)                                     | 24         |
| 2019–2020 | FK Crvena zvezda | FK Partizan           | FK Vojvodina Novi Sad | Vladimir Silađi (TSC) Nenad Lukić (TSC) Nikola Petković (Javor)  | 16         |
| 2020–2021 | FK Crvena zvezda | FK Partizan           | FK Čukarički          | Milan Makarić (FK Radnik Surdulica)                              | 25         |
| 2021–2022 | FK Crvena zvezda | FK Partizan           | FK Čukarički          | Ricardo Gomes (FK Partizan)                                      | 29         |
| 2022–2023 | FK Crvena zvezda | FK TSC                | FK Čukarički          | Ricardo Gomes (FK Partizan)                                      | 19         |
| 2023–2024 | FK Crvena zvezda | FK Partizan           | FK TSC                | Matheus Saldanha (FK Partizan) Miloš Luković (FK IMT)            | 17         |
| 2024–2025 | FK Crvena zvezda | FK Partizan           | FK Novi Pazar         | Cherif Ndiaye (FK Crvena zvezda)                                 | 19         |